# Glinek, Mirna
Glinek je naselje v občini Mirna.
Glinek je gručasto naselje, jugovzhodno od Mirne, na terasi ob južnem robu Mirnske doline ob cesti Mirna – Mokronog. V bližini vasi sta dva potoka brez imena, ki pritekata s hriba Površnica, ki se nahaja na južni strani naselja. Ob njenem vznožju so njive, na severu in vzhodu obdajajo naselje močvirni travniki Pušča, na Površnici in Griču rastejo mešani gozdovi, prisojna pobočja Debenca pa so posejana z vinogradi z žlahtno trto in zidanicami.